# لی جیان
لی جیان (چینی: 李健; پین‌یین: Lǐ jiàn؛ زادهٔ ۲۳ سپتامبر ۱۹۷۴) خواننده اهل چین است که به خاطر سبک موسیقی شاعرانه‌اش شناخته می‌شود. حرفهٔ او به عنوان یکی از دو عضو بنیانگذار گروه موسیقی «شویی مو نیان هوا» آغاز شد. پس از جدایی از گروه در سال ۲۰۰۲، او فعالیت انفرادی خود را آغاز کرد. او تاکنون نه آلبوم منتشر کرده‌است. او به خاطر ترانهٔ خود به نام «چوان چی» (افسانه) شناخته می‌شود که پس از اجرا فی وانگ در اسپرینگ گالا ۲۰۱۰، به یک آهنگ موفق تبدیل شد. در ژانویه ۲۰۱۵، لی جیان در برنامه تلویزیونی من خواننده هستم حضور پیدا کرد و در نهایت به جایگاه دوم دست یافت. با این حال او به دلیل شخصیت و سبک موسیقی خود به محبوبیت بالایی رسید.